# Godfried Coart

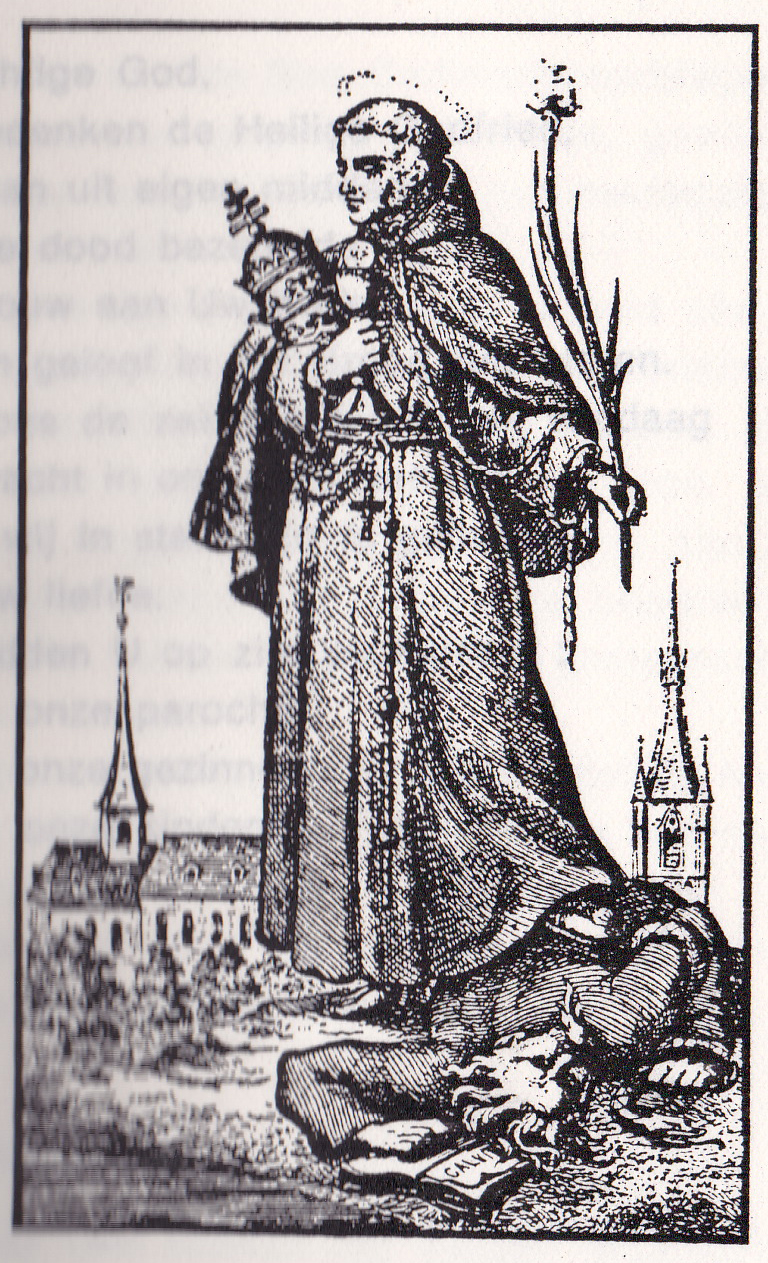
Coart verdedigt pauselijke kroon en Roomse sacramenten

Godfried Coart (Melveren, 1512 – Den Briel, 9 juli 1572) was een franciscaner monnik en een van de martelaren van Gorcum.

## Synoniemen
- Godfried van Mervel. Mervel is een oude naam voor Melveren, nabij Sint-Truiden (België).
- Godefridus Mervellanus, naam in het Latijn
- Godefroid Mervellan, naam in het Frans.

## Levensloop
Godfried Coart was een telg van de adellijke familie Coart in het prinsbisdom Luik. Hij groeide op op het kasteel van Melveren. Na zijn priesterwijding werkte hij als koster in het franciscanenconvent in Gorinchem. Hij drukte prentjes van heiligen die hij uitdeelde. Hij schilderde ook.
Godfried Coart werd op 9 juli 1572 te Den Briel met achttien van zijn collega's ter dood gebracht door de Watergeuzen, onder bevel van Willem II van der Marck.
Na zijn marteldood ontwikkelde de familie Coart een verering voor hem. De familievader kreeg sindsdien steeds de voornaam Godfried. De straat waar het kasteel van Melveren staat, werd hernoemd tot Sint-Godfriedstraat.

## Zie verder
- Martelaren van Gorcum, voor zijn marteldood, zaligverklaring en heiligverklaring.

Adrianus van Hilvarenbeek · Andreas Wouters · Antonius van Hoornaar · Antonius van Weert · Cornelius van Wijk bij Duurstede · Franciscus de Roye · Godfried van Duynen · Godfried van Mervel · Hieronymus van Weert · Jacobus Lacobs · Joannes van Hoornaar · Joannes van Oisterwijk · Leonardus van Veghel · Nicasius van Heeze · Nicolaas Pieck · Nicolaas Poppel · Petrus van Assche · Theodorus van der Eem · Willehad van Denemarken